# Pekin (stacja kolejowa)
Pekin (chiń. 北京站; pinyin Běijīng Zhàn) – jedna ze stacji kolejowych w Pekinie, w Chinach. Została otwarta w latach 50. XX wieku, nawiązując architekturą do budynków pekińskich z tego okresu. Znajduje się w centralnym miejscu miasta tuż obok Jianguomen.
Wyruszają z niego pociągi do Mandżurii (w tym Harbin, Shenyang i Dalian), Szantung (Qingdao, Jinan), wschodniego wybrzeża (Szanghaj, Nankin i Hangzhou) oraz do Mongolii. Niektóre międzynarodowe linie (zwłaszcza linia kolejowa łącząca Pekin z Pjongjang (Korea Północna), także wyruszają z tego dworca.
Stacja jest połączona z systemem metra. Znaczenie dworca spadło z otwarciem stacji Pekin Zachodni w 1996 roku, pozostaje jednak ruchliwym dworcem kolejowym.

## Galeria

W 1959 r.
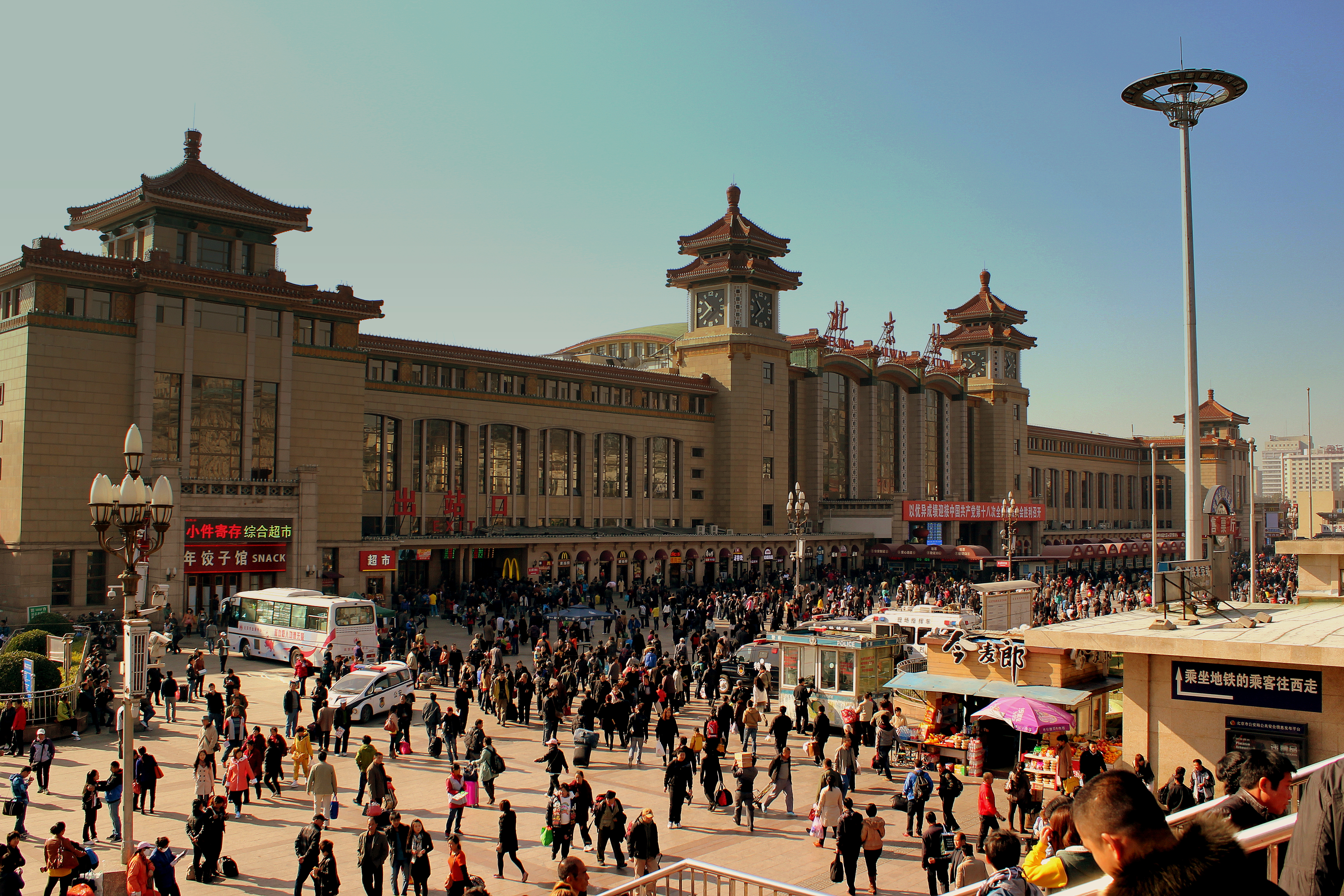
Przed dworcem w zwykły dzień
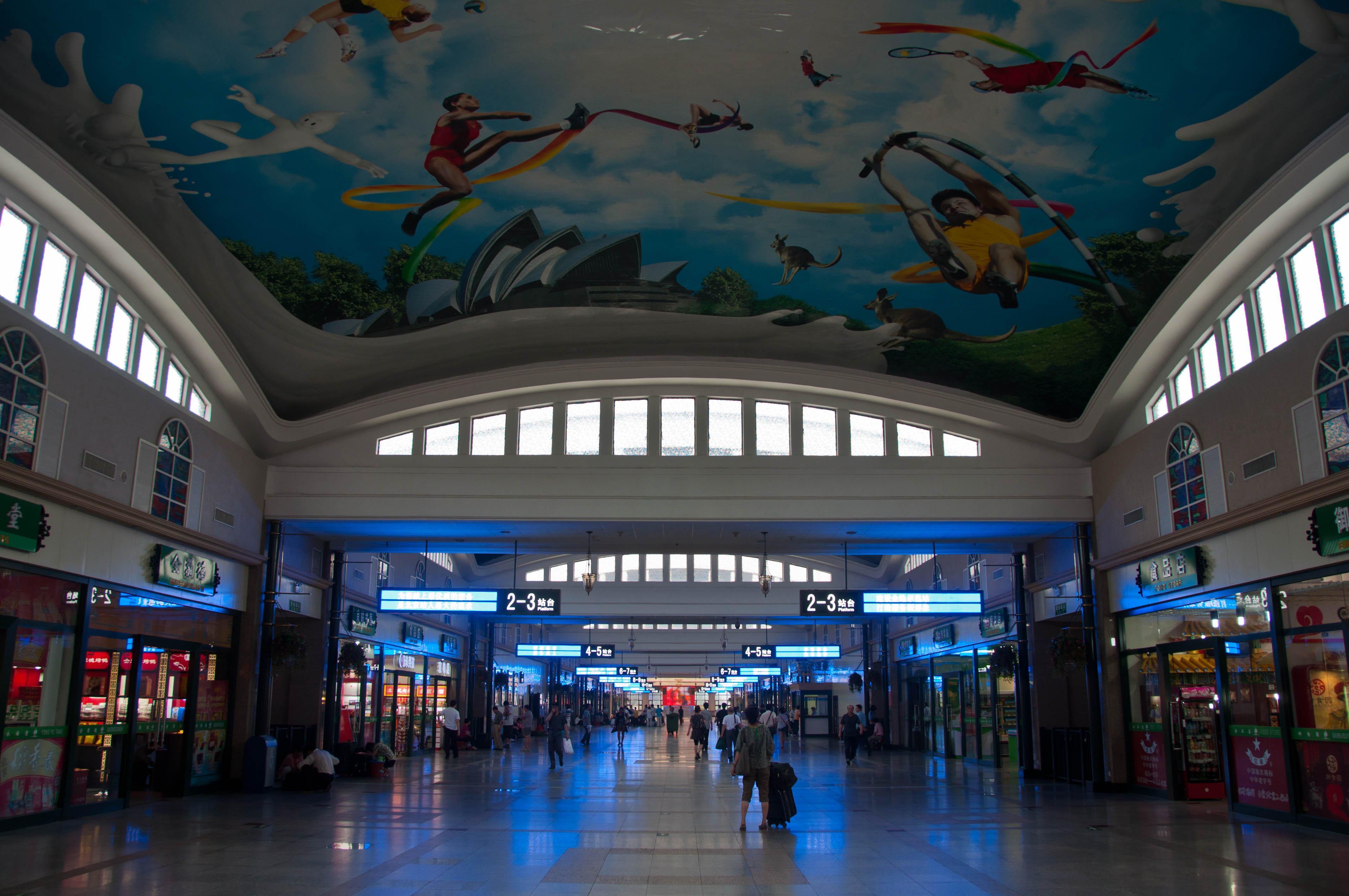
Wnętrze
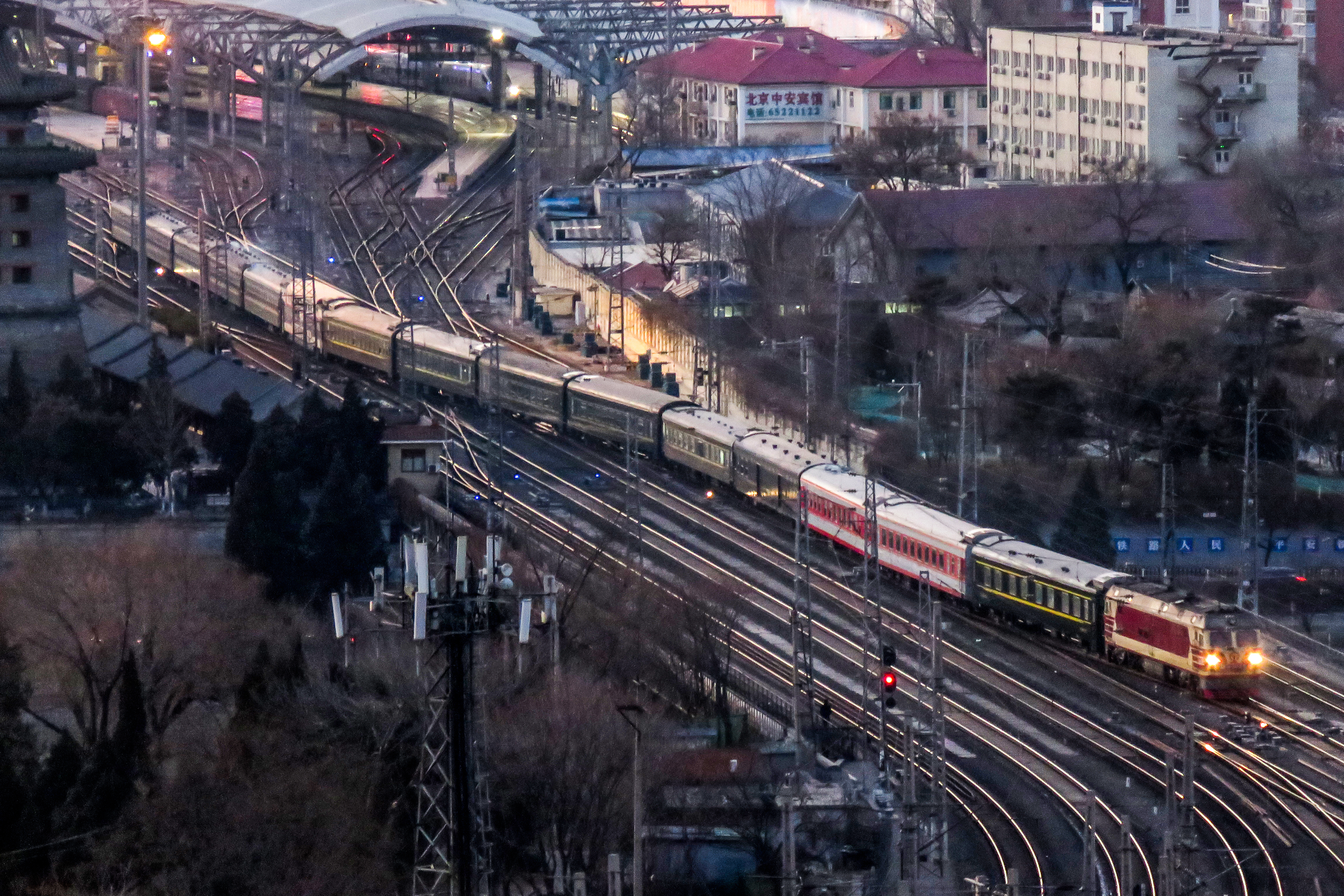
Dojazd z lotu ptaka